# El-Chocha

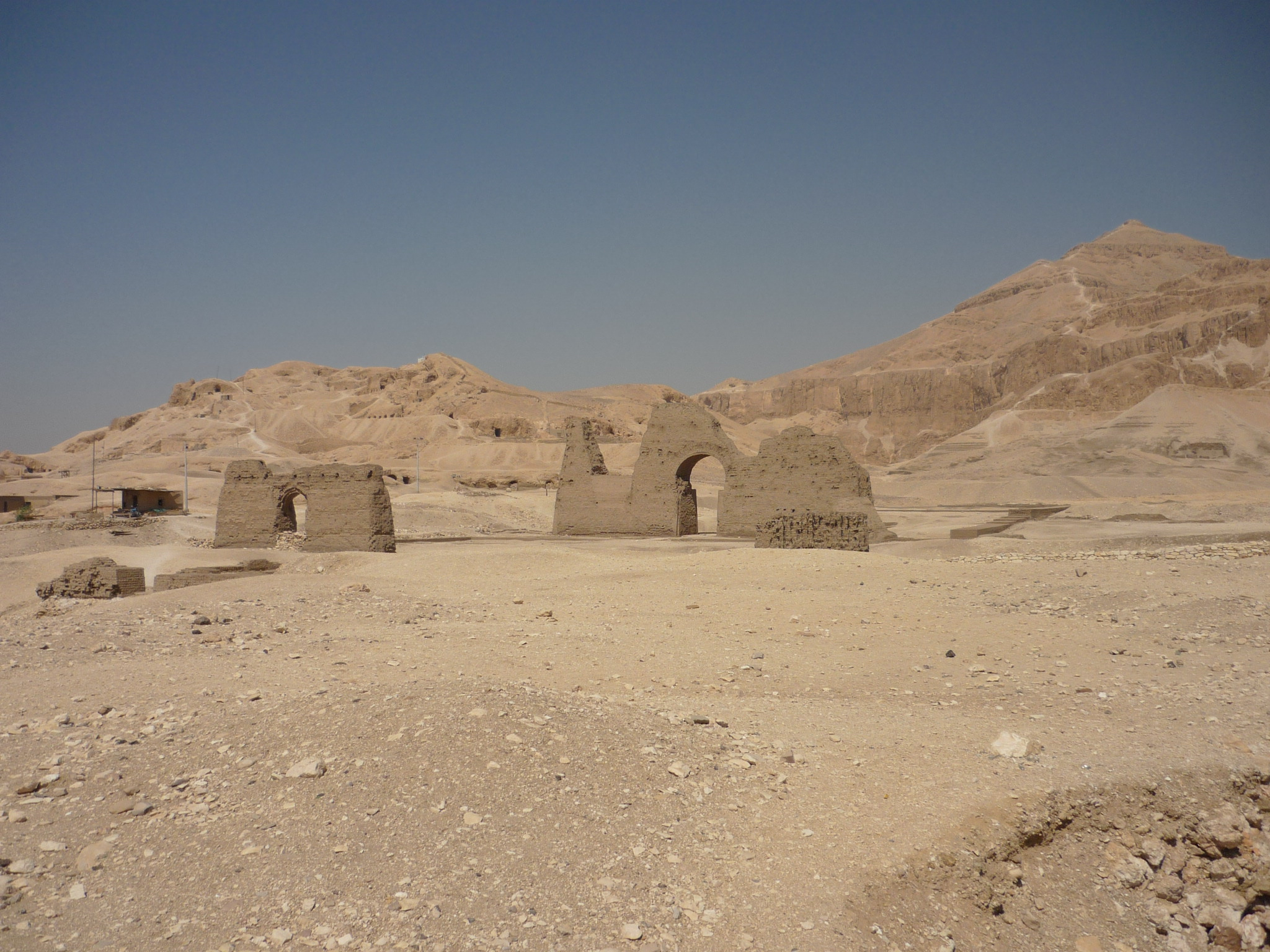
Die Nekropole von el-Chocha, Theben-West.

El-Chocha ist eine altägyptische Nekropole in Theben-West östlich von Deir el-Bahari. Der Ort diente vor allem als Bestattungsplatz für Beamte der Ersten Zwischenzeit und des Neuen Reiches.

## Lage
Koordinaten: 25° 43′ 57,7″ N, 32° 36′ 45,8″ O
Die Nekropole el-Chocha liegt auf einer Zugangsstraße zu Qurna und nahe der Aufwege zu den Totentempeln von Deir el-Bahari. Sie besteht aus zwei Teilen: einem kleinen Hügel im Norden und einem Tal im Süden. Dieses südliche Tal liegt genau zwischen den Grabbezirken al-Asasif und Scheich Abd el-Qurna und trennt sie. Nicht weit entfernt, im Süden der Nekropole el-Chocha befindet sich ein Totentempel von Thutmosis III. (Hut-henket-anch Men-cheper-Re = „Der Tempel (namens) Gemach des Lebens des Men-cheper-Re (Thutmosis III.“)).

## Bestand
Das Gelände zeichnet sich durch eine besonders hohe Grabdichte aus. Hier liegen die ältesten thebanischen Felsengräber. Vier dekorierte Gräber stammen von hohen Beamten aus dem späten Alten Reich und der Ersten Zwischenzeit. Die meisten Grabanlagen wurden im Neuen Reich angelegt, insbesondere in der 18. Dynastie und der Ramessidenzeit. Darüber hinaus gibt es viele undekorierte und unerforschte Gräber, einige davon auch aus dem Mittleren Reich.

## Die wichtigsten Grabanlagen
| Grab               | Inhaber           | Titel                                                                                     | Zeit                         | Dynastie       |
| Altes Reich        | Altes Reich       | Altes Reich                                                                               | Altes Reich                  | Altes Reich    |
| ------------------ | ----------------- | ----------------------------------------------------------------------------------------- | ---------------------------- | -------------- |
| TT413              | Unasanch          | „Nomarch“, „Vorsteher von Oberägypten“                                                    |                              | 5./6. Dynastie |
| Erste Zwischenzeit |                   |                                                                                           |                              |                |
| TT185              | Seniqer           | „Erbprinz“                                                                                |                              |                |
| TT186              | Ihi               | „Nomarch“                                                                                 |                              |                |
| TT405              | Chenti            | „Nomarch“                                                                                 |                              |                |
| Neues Reich        |                   |                                                                                           |                              |                |
| TT294              | Amenhotep         | „Scheunenvorsteher des Amun“                                                              | Hatschepsut–Thutmosis III.   | 18. Dynastie   |
| TT200              | Dedi              | „Gouverneur der westlichen Wüste“                                                         | Thutmosis III.–Amenhotep II. | 18. Dynastie   |
| TT47               | Userhet           | „Vorsteher des königlichen Harems“                                                        | Amenhotep III.               | 18. Dynastie   |
| TT48               | Amenemhet-Suter   | „Oberster Haushofvorsteher“, „Rindervorsteher des Amun“                                   | Amenhotep III.               | 18. Dynastie   |
| TT181              | Nebamun und Ipuki | „Oberster Bildhauer des Herrn der Beiden Länder“, „Bildhauer des Herrn der Beiden Länder“ | Amenhotep III.               | 18. Dynastie   |
| TT49               | Neferhotep        | „Erster Schreiber des Amun“                                                               | Tutanchamun–Eje              | 18. Dynastie   |
| TT254              | Mosi              | „Schreiber des Schatzhauses“                                                              | Tutanchamun–Eje              | 18. Dynastie   |
| TT32               | Djehutimose       | „Oberster Haushofvorsteher des Amun“                                                      | Ramses II.                   | 19. Dynastie   |
| TT183              | Nebsumenu         | „Oberster Haushofvorsteher“, „Haushofvorsteher im Haus Ramses' II.“                       | Ramses II.                   | 19. Dynastie   |
| Spätzeit           |                   |                                                                                           |                              |                |
| TT392              | unbekannt         |                                                                                           | usurpiertes Ramessidengrab   |                |
| B.3                | Hauf              | „Küchenchef des Amun-Bezirkes“                                                            |                              |                |